# Konami (luchadora)
Konami Takemoto  (竹本 小波 Takemoto Konami, nacida el 15 de julio de 1996) es una luchadora profesional japonesa conocida bajo el nombre de Konami, quien actualmente está trabajando actualmente en World Wonder Ring Stardom desde su debut en 2016. Takemoto fue entrenado por Kana y Minoru Tanaka, haciendo su debut en febrero de 2015.
Konami pasó su primera carrera compitiendo por empresas independientes como Pro Wrestling Wave, Reina y JWP, y finalmente firmó con Reina. Después de dejar la promoción en julio de 2016, tuvo una breve pausa antes de regresar a la lucha profesional en noviembre y debutar para World Wonder Ring Stardom en diciembre de 2016.
Entre sus logros ha sido dos veces Campeona de las Diosas de Stardom y dos veces Campeona Artística de Stardom.

## Carrera

### Primeros años (2015-2016)
Konami desarrolló por primera vez un interés en la lucha profesional a través de su hermano, que era un ávido fanático y lo veía regularmente en la televisión. Finalmente, ella y su hermano asistieron a un espectáculo local donde conoció a Kana y expresaron interés en convertirse en luchadora. Kana le dijo que solicitara capacitación luego de haberse graduado al menos de la secundaria y le dio sus datos de contacto. Mientras asistía a la escuela secundaria, se entrenó con la exluchadora de MMA Megumi Fujii en un gimnasio local de artes marciales. Después de graduarse de la escuela secundaria en 2014, se mudó a Tokio y comenzó a entrenar con Kana y Minoru Tanaka. Konami debutó para Kanapromania a principios de 2015, compitiendo inicialmente como miembro de la agencia de Kana. Después de que Kana anunció que se iría a World Wrestling Entertainment (WWE) a fines de 2015, Konami se vio obligada a abandonar la agencia y poco después firmó con Reina Joshi Puroresu.
También comenzó a competir por Pro Wrestling Wave y JWP, desafiando sin éxito a Rydeen Hagane por el JWP Junior Championship y el Princess of Pro-Wrestling Championship el 17 de julio de 2016. En julio, Konami anunció su intención de renunciar a Reina, y el 21 de julio, co-promovió un show final con Reina, haciendo equipo con Yuko Miyamoto en un evento principal de deathmatch de tubos de luz fluorescente, perdiendo ante Jun Kasai y Kagetsu. Después de dejar a Reina, Konami hizo apariciones para Diana y Wave de World Woman Pro-Wrestling, antes de anunciar que tomaría un permiso indefinido de la lucha libre profesional después del 14 de agosto para tratar y recuperarse de enfermedades internas, pero prometió regresar. En su lucha de despedida, se unió a su entrenador Minoru Tanaka con una derrota ante Cat Power y Onryo.

### World Wonder Ring Stardom (2016-presente)
Konami debutó para World Wonder Ring Stardom el 22 de diciembre de 2016, derrotando a Hiromi Mimura, y confirmó que competiría por la empresa regularmente. Fue empujada como una fuerte contendiente a pesar de ser una recién llegada, luchando en sus luchas competitivos contra luchadores establecidos como Toni Storm, Io Shirai y Yoko Bito. Comenzó un feudo con Kairi Hojo y desafió sin éxito el Campeonato Maravilla de Stardom el 26 de marzo de 2017. Después de perder contra Hojo, los dos formaron una alianza y se unieron con Hiromi Mimura para ganar el Campeonato Artístico de Stardom el 6 de mayo de 2017, dándole a Konami su primer campeonato. Perdieron los títulos menos de un mes después de Queen's Quest. Konami ingresó a su primer 5 Star Grand Prix en agosto, pero luchó mucho, perdiendo todos menos uno de sus luchas, derrotando a Mandy Leon en el último día.
El 15 de abril de 2018, Konami fue elegida por Io Shirai para ser reclutada en su stable Queen's Quest. El 20 de mayo, anunció oficialmente que se había unido al roster de Stardom a tiempo completo. Como miembro de Queen's Quest, recibió una oportunidad en el Campeonato de las Diosas de Stardom, en equipo con Momo Watanabe en una derrota ante Mayu Iwatani y Saki Kashima. Entró en el 5 Star Grand Prix por segunda vez y con mayor éxito, terminando con 6 puntos pero sin llegar a la final. El 30 de septiembre, desafió sin éxito a Nicole Savoy por el Campeonato de Shimmer. Después de 364 días en Queen's Quest, Konami fue reclutado para el Tokyo Cyber Squad el 14 de abril de 2019.

## Campeonatos y logros
- World Wonder Ring Stardom
  - Goddess of Stardom Championship (2 veces) – con Jungle Kyona (1) y Bea Priestley (1)
  - Artist of Stardom Championship (2 veces) – con Hiromi Mimura & Kairi Hojo (1) y Hana Kimura & Jungle Kyona (1)

- Pro Wrestling Illustrated
  - Situada en el Nº68 en el PWI Female 100 en 2019.